# Senko
Senko est une localité et une commune rurale malienne de l'arrondissement central de Sirakoro dans le cercle de Sirakoro et la région de Kita.

## Villages
La commune s'étend sur 7 localités relevées lors du recensement général de 2009. 
Les villages les plus peuplés sont :
- Senko (2 598 habitants) ;
- Sogonko (1 566 habitants) ;
- Bilifara (1 323 habitants).